# Under Pressure
«Under Pressure» (букв. «Під тиском») — пісня 1981 року британського рок-гурту «Queen». Її написали та записали у співпраці зі співаком Девідом Бові. Ввійшла до альбому «Queen» 1982 року «Hot Space». Пісня посіла першу сходинку на «UK Singles Chart» і стала другим хітом гурту «номер один» у їх рідній країни (після «Bohemian Rhapsody» 1975 року, яка очолювала чарт 9 тижнів) і третім хітом «номер один» Бові (після «Ashes to Ashes» 1980 року і перевидання «Space Oddity» 1975 року). Пісня досягла лише № 29 в американському «Billboard Hot 100», та повторно піднялася до № 45 у США після смерті Бові у січні 2016 року. Вона також посіла № 31 у рейтингу каналу «VH1» «100 найвеличніших пісень 1980-х». Пісню визнали другою найкращою співпрацею всіх часів в опитуванні журналу «Rolling Stone».
Пісню виконували наживо на кожному концерті «Queen» з 1981 року до завершення виступів у 1986 році. Вона записана на концертних альбомах «Queen Rock Montreal» та «Live at Wembley '86». Пісня ввійшла до деяких видань перших збірок «Greatest Hits» гурту, наприклад оригінальний випуск 1981 року лейблу «Elektra Records» в США. Її включено до таких збірок пісень гурту як «Greatest Hits II», «Classic Queen» та «Absolute Greatest», а також у збірки пісень Бові — «Best of Bowie» (2002), «The Platinum Collection» (2005), «Nothing Has Changed» (2014) та «Legacy» (2016).

## Створення
«Queen» працювали над піснею «Feel Like», але не були задоволені результатом. Девід Бові прийшов до «Mountain Studios» заспівати бек-вокал до іншої пісні «Queen», «Cool Cat», але до цієї пісні в останній версії його вокал включений не був, оскільки він лишився не задоволеним своїм записом. Але коли він був у студії, вони разом з «Queen» попрацювали і написали пісню. Фінальна версія, яка і стала «Under Pressure», розвинулась з джем-сесії Бові та гурту у студії «Queen» у Монтре, Швейцарія. Її авторами записані всі п'ятеро. Скет-спів, який домінує у пісні є свідченням її початку на джемі як імпровізації. Але за словами басиста «Queen» Джона Дікона, основним автором пісні був Фредді Мерк'юрі, а всі інші взяли участь у аранжуванні. Браян Мей пригадував у журналі «Mojo» від жовтня 2008, що «було важко, адже зібрались чотири талановитих хлопців та Девід, який був талановитий за чотирьох нас. Девід очолив створення тексту пісні. Поглядаючи назад, це чудова пісня, але її потрібно було інакше зміксувати. Фредді та Девід сильно сперечались через це. Це важлива пісня завдяки Девіду та змісту її тексту.» Раніша, початкова версія пісні без Бові, «Feel Like», поширена у піратській версії та була написана барабанщиком «Queen» Роджером Тейлором.
Також існує нерозуміння, хто саме написав баси пісні. Джон Дікон (у японському журналі «Musiclife» 1982 року) сказав, що їх створив Девід. У пізніших інтерв'ю Браян та Роджер казали, що рифф створив Дікон. Бові на своєму вебсайті писав, що баси були вже написані, коли він долучився до пісні. Роджер Тейлор у інтерв'ю для документального фільму «BBC» «Queen: the Days of Our Lives» зазначив, що Дікон створив цю лінію басів. Під час сесії він знову і знову грав риф, але коли гурт повернувся з вечері, забув його, але на щастя Роджер зміг його згадати. Браян Мей прояснив ситуацію у статті 2016 року у «Дейлі міррор», зазначивши, що саме Бові, а не Тейлор випадково згадав риф. У Дікона риф складався з 6 однакових нот і сьомої на чверть нижче, а після вечері Бові допоміг пригадати (виправив) риф на відомий всім.

## Кліп
У кліпі на пісню не має ні «Queen», ні Бові, адже всі були у турне. Використовуючи тему тиску, режисер Девід Маллет поєднав сток-відео автомобільних пробок, електричок, заповнених пасажирами, вибухів, заворушень, розчавлення машин та різні фрагменти німих фільмів 1920-х років, особливо впливового радянського фільму Ейзенштейна «Броненосець „Потьомкін“», німого «Доктор Джекіл і містер Гайд» з Джоном Беррімором та фільму Ф. В. Мурнау «Носферату. Симфонія жаху», шедевру німецького експресіонізму. Відео досліджує ментальність «скороварки» культури, яка бажає боротися проти політичної машини та одночасно кохати і веселитися (у відео присутні і фрагменти, коли натовп насолоджується концертами та багато чорно-білих сцен поцілунків). «Top of the Pops» відмовилось демонструвати кліп через наявність у ньому сцен вибухів у Північній Ірландії, тому замість кліпу у передачі пісню супроводжувало хореографічний виступ. У 2003 році журнал «Slant» поставив кліп на 27-е місце серед 100 найкращих музичних кліпів усіх часів.

## Трек-лист

### 7": EMI / EMI 5250 (Велика Британія)
Сторона «А»
1. «Under Pressure» (Мерк'юрі, Мей, Тейлор, Дікон, Бові) — 4:08

Сторона «Б»
1. «Soul Brother» (Мерк'юрі) — 3:38

### 7": Elektra / E-47235 (США)
Сторона «А»
1. «Under Pressure» (Мерк'юрі, Мей, Тейлор, Дікон, Бові) — 4:08

Сторона «Б»
1. «Soul Brother» (Мерк'юрі) — 3:38

### 1988 3" CD: Parlaphone / QUECD9 (Велика Британія)
1. «Under Pressure» — 4:08
2. «Soul Brother» — 3:40
3. «Body Language» — 4:33

## Особистості
Оригінальні продюсери:
- Queen
- Девід Бові

Музиканти оригінальної версії:
- Фредді Мерк'юрі — соло та бек-вокал, фортепіано, орган Гаммонда, плескіт долонями, клацання пальцями
- Браян Мей — електрогітара, плескіт долонями, клацання пальцями
- Роджер Меддоуз-Тейлор — ударна установка, бек-вокал, плескіт долонями, клацання пальцями
- Джон Дікон — бас-гітара, плескіт долонями, клацання пальцями
- Девід Бові — соло та бек-вокал, синтезатор, плескіт долонями, клацання пальцями

## Сприйняття
Видання 2005 року музичного онлайн-журналу «Stylus» назвало лінію басів пісні найкращою у історії популярної музики. У листопаді 2004 року музичний критик «Stylus» Ентоні Міччіо зазначив, що «Under Pressure» «є найкращою піснею всіх часів» та назвав її «шедевром» «Queen». «Slant Magazine» 2012 року помістив «Under Pressure» на № 21 у списку найкращих синглів 1980-х.

## Виконання наживо
Хоча пісня є спільним проєктом, лише «Queen» включали її у свої живі виступи того часу. У той час як Бові ніколи не був присутній на живому виконанні пісні з Мерк'юрі, Тейлор замість цього виконував бек-вокал в унісон з Мерк'юрі, оскільки Мерк'юрі взяв на себе всі партії Бові. Бові не виконував цю пісню наживо до Концерту пам'яті Фредді Мерк'юрі 1992 року, коли він та Енні Леннокс заспівали її дуетом (за участі інших учасників «Queen»). Однак з туру «Outside» 1995 року Бові включав цю пісню практично у кожне своє живе шоу, в яких басист Гейл Енн Дорсі виконував вокальну партію Мерк'юрі. Пісня також була у сет-листах туру «A Reality Tour» 2004 року, в якому Бові присвячував її Мерк'юрі. «Queen + Пол Роджерс» виконували цю пісню у їх турі, а влітку 2012, «Queen + Адам Ламберт» включали виконання цієї пісні Роджером Тейлором та Адамом Ламбертом до кожного шоу.

### Записи виконання наживо
- «Queen» вперше записали живу версію пісну у «Монреальському форумі» в Канаді 24 листопада 1981 року. Запис ввійшов в концертні фільми «We Will Rock You» та «Queen Rock Montreal».[6] Цей запис зафіксував одне з небагатьох виконань пісні, де Мерк'юрі використав фальцет у рядку "these are the days it never rains but it pours".
- Другим живим записом пісні є виступ у «Мілтон-Кінз», Англія, 1982 року. Запис було випущено 2004 року на концертному альбомі/DVD «Queen on Fire – Live at Bowl». До концерту ширились чутки, що Бові з'явиться на сцені та заспіває пісню разом з «Queen», але ймовірно він навіть не відвідав концерт.
- У вересні 1982 року гурт виконав пісню під час появи на прем'єрі восьмого сезону «Суботнього вечора у прямому ефірі», що виявилось останнім живим виступом Фредді Мерк'юрі з «Queen» у США.
- Пізніше «Queen» записали третє живе виконання пісні на стадіоні «Вемблі», Лондон, 1986 року. Запис був оприлюднений у живому альбомі/DVD «Live at Wembley Stadium». Інший запис з того ж туру (з концерту «Queen» у Будапешті) присутній у альбомі «Live Magic» 1986 року. Запис з останнього концерту «Queen» у «Кнебворт Парк» 1986 року з'являється, але у реміксованій формі, на «Б»-стороні другого CD-синглу версії «Rah Mix» цієї пісні, випущеному 1999 року.
- Під час Концерту пам'яті Фредді Мерк'юрі 1992 року, інші члени «Queen» разом з Бові та Енні Леннокс (яка співала строки Мерк'юрі) також виконали цю пісню.[26] Концерт вийшов на DVD 2002 року до 10-ї річниці.
- Версія, записана концертним гуртом Бові 1995 року, вийшла як бонус-диск з деякими версіями «Outside — Version 2». Цей живий запис також вийшов на синглі «Hallo Spaceboy» 1996 року.
- DVD «A Reality Tour» (2004) та альбом «A Reality Tour» (2010) містять запис пісні від листопада 2003 року з концерту туру «A Reality Tour» у Дубліні, де басист Бові Гейл Анн Дорсі виконує строки Мерк'юрі.
- На концерті «VH1 Rock Honors» 2006 року у «Mandalay Bay Events Center», Лас-Вегас, «Queen + Пол Роджерс» виконували «Under Pressure», «The Show Must Go On», «We Will Rock You» та «We Are the Champions».[27]

## Ремікси й інші релізи

### Rah Mix
У грудні 1999 року вийшла ремікс-версія (так звана «Rah Mix») для просування збірки «Queen» — «Greatest Hits III», яка досягла 14 позиції в «UK Singles Chart». Відео для «Rah Mix» було створено компанією «DoRo», у ньому було показано відзнятий матеріал з Фредді Мерк'юрі з концерту на стадіоні «Уемблі» 12 липня 1986 року, та з Девідом Бові з Концерту пам'яті Фредді Мерк'юрі, що також був виконаний на «Уемблі» 20 квітня 1992 року, що було об'єднано з використанням цифрових технологій (з ретельно відредагованою Енні Леннокс). Ця версія представлена у збірці «Greatest Flix III», на CD-синглі «Rah Mix» (як поліпшене CD-відео) і у виданні на LP альбому «Hot Space» від iTunes 2011 року.

#### Трек-лист
Два CD-сингли (один мультимедіа-розширений) з піснею були випущені 6 грудня 1999 року, також вийшла 7-дюймова платівка, 13 грудня 1999 року. Коли «Bohemian Rhapsody» виграла нагороду «Пісня тисячоліття», вона вийшла на «Б»-стороні під назвою «The Song of The Millenium – Bohemian Rhapsody» синглу з «Under Pressure».
CDS No. 1
1. «Under Pressure (Rah Mix)
2. «The Song of the Millennium – Bohemian Rhapsody»
3. «Thank God It's Christmas»

CDS No. 2
1. «Under Pressure (Rah Mix – Radio Edit)»
2. «Under Pressure (Mike Spencer Mix)»
3. «Under Pressure (Knebworth Mix)»
4. подовжена версія

7-дюймовий сингл
1. «Under Pressure (Rah Mix)»
2. «The Song of the Millennium – Bohemian Rhapsody»

### Інші релізи
- Спочатку пісня вийшла в США на «Elektra Records» та в канадській версії збірки «Queen» «Greatest Hits» як новий трек.
- Пісня вийшла у Великій Британії у збірці «Queen» «Greatest Hits II» (1991) (який пізніше буде ввійшов до колекції «The Platinum Collection» (2000, 2002 та 2011 років), де було вдруге видалено виконання рядку Девідом Бові: "Це наш останній танець".
- У 1995 році «Virgin Records» випустила пісню як бонус-трек у повторному випуску альбому Бові «Let's Dance».
- «Hollywood Records» реміксували пісню для свого випуску 1992 року «Classic Queen». Ця версія відрізняється поліпшеною якістю звуку, але немає вигуку Мерк'юрі "все гаразд!" приблизно на 0:53.
- Пісня також з'явилася у збірці Бові «Bowie: The Singles 1969-1993» (1993).
- Оригінальна синглова версія пісні з'являється у трьох-дисковій збірці Бові «The Platinum Collection» (2005). Цей диск пізніше вийшов окремо як «The Best of David Bowie 1980/1987» (2007).
- Оригінальна синглова версія пісні також з'являється у збірках Бові «Nothing Has Changed» (2014) та «Legacy» (2016).
- Інструментальна версія пісні з'являється в меню DVD «Greatest Video Hits 2» у розділі альбому «Hot Space».
- Пісню також було виконано, але без лірики, Королівським філармонічним оркестром.[29][30]
- Пісня у повній тривалості фігурує у фільмі 2010 року «Це дуже цікава історія». На початку сцени композиція виконується як кавер-версія пацієнтами групи музичної терапії нью-йоркської психіатричної клініки, після чого трансформується в повноцінний рімейк кліпу гурту «Queen». Пацієнти, перевдягнені у глем-костюми виконують пісню під фонограму вокалу «Queen» та Девіда Бові, а операторська робота виконується під стиль музичного відео.

### Інші ремікси
«Mr. Mixx Remix» Репер Mr. Mixx із гурту «2 Live Crew» спродюсував хіп-хоповий ремікс пісні, який у 1992 році мав увійти в якості четвертого треку до скасованої лейблом «Hollywood Records» збірки «BASIC Queen Bootlegs».
«Lazy Kiss Edit» Випущений в жовтні 2013 бразильським дуетом напрямку електро-хауз «Lazy Kiss». Це монтування/мешап здобуло популярність через викладання у блозі фільтру сайтів «Hype Machine» та на італійському музичному блозі «Frequenze Indipendenti».
«Mouth Pressure» Випущений в січні 2017 як частина альбому Ніла Сісеріги — «Mouth Moods». Пісні «Mouth Pressure» використовує компонування інструментальної частини пісні «Under Pressure» у поєднанні із вокалами гурту «Smash Mouth» у пісні «All Star».
«Percy's Pressure» Караоке-версія пісні, випущена у вересні як частина саундтреку анімаційного музичного фільму «Warner Brothers Smallfoot», тексти якого детально описують одного з центральних людських персонажів Персі (озвученого Джеймсом Корденом), який втрачає славу і намагається її повернути назад. Додаткові тексти були написані Кері Кіркпатріком, режисером фільму, і його братом Уейном Кіркпатріком.

## Чарти
У Великій Британії сингл «Under Pressure» став другим хітом «номер один» для гурту «Queen» у національному музичні чарті та третім хітом «номер один» для Бові. Шлягер «Queen» «Bohemian Rhapsody» досяг першої позиції у чарті в листопаді 1975 року, а через два тижні теж саме зробила пісня Бові «Space Oddity». Також пісня Бові «Ashes To Ashes», яка слугує піснею-відповіддю «Space Oddity», потрапила на верхівку чарту в серпні 1980 року.

### Оригінальна версія
| Чарт (1981–82)                            | Пік |
| ----------------------------------------- | --- |
| Австралія (Kent Music Report)             | 6   |
| Австрія (Ö3 Austria Top 75)               | 10  |
| Бельгія (Ultratop Flanders)               | 5   |
| Бельгія (VRT Top 30 Flanders)             | 5   |
| Канада (CHUM)                             | 1   |
| Канада (RPM)                              | 3   |
| Німеччина (Media Control AG)              | 21  |
| Нідерланди (Dutch Top 40)                 | 1   |
| Нідерланди (Mega Single Top 100)          | 1   |
| Нова Зеландія (RIANZ)                     | 6   |
| Норвегія (VG-lista)                       | 5   |
| Південна Африка (Springbok Radio)         | 4   |
| Ірландія (IRMA)                           | 2   |
| Іспанія (AFYVE)                           | 9   |
| Швеція (Sverigetopplistan)                | 10  |
| Швейцарія (Media Control AG)              | 10  |
| Велика Британія (Official Charts Company) | 1   |
| США (Billboard Hot 100)                   | 29  |
| США (Cash Box Top 100)                    | 22  |

| Чарт (1981)              | Позиція |
| ------------------------ | ------- |
| Австралія                | 89      |
| Канада Top Singles (RPM) | 73      |
| Велика Британія          | 43      |

| Чарт (1982)                      | Позиція |
| -------------------------------- | ------- |
| Канада Top Singles (RPM)         | 41      |
| США (Joel Whitburn's Pop Annual) | 170     |

| Чарт (2009)     | Пік |
| --------------- | --- |
| Ірландія (IRMA) | 45  |

| Чарт (2016) (після смерті Бові)           | Пік |
| ----------------------------------------- | --- |
| Австралія (ARIA)                          | 42  |
| Австрія (Ö3 Austria Top 75)               | 37  |
| Франція (SNEP)                            | 20  |
| Німеччина (Media Control AG)              | 71  |
| Ірландія (IRMA)                           | 51  |
| Італія (FIMI)                             | 29  |
| Нідерланди (Mega Single Top 100)          | 66  |
| Іспанія (PROMUSICAE)                      | 28  |
| Швеція (Sverigetopplistan)                | 59  |
| Швейцарія (Media Control AG)              | 49  |
| Велика Британія (Official Charts Company) | 43  |
| США Billboard Hot 100                     | 45  |

### «Rah Mix»
| Країна (1999)   | Пік |
| --------------- | --- |
| Велика Британія | 14  |
| Нідерланди      | 19  |

## Сертифікації
| Країна                                                      | Сертифікація | Продано     |
| ----------------------------------------------------------- | ------------ | ----------- |
| Італія (FIMI)                                               | Платина      | 50,000**    |
| Велика Британія (BPI)                                       | Платина      | 1,000,000** |
| США (RIAA                                                   | 2×Платина    | 2,000,000** |
| **продажі + потокові дані, засновані тільки на сертифікації |              |             |

## Версія«My Chemical Romance»та«The Used»
У 2005 році американські альтернативні рок-гурти «The Used» та «My Chemical Romance» зробили кавер-версію до пісні для допомоги постраждалим від цунамі. Кавер спочатку вийшов лише для інтернет-завантаження, але пізніше з'явився як бонус-трек у повторному релізі 2005 року другого студійного альбому «The Used» «In Love and Death» та широко програвався на радіо 2005 року.
Сингл досягнув № 28 у «Modern Rock» та № 41 у «Hot 100».
| Чарт (2005)                         | Пік |
| ----------------------------------- | --- |
| US Billboard Hot Modern Rock Tracks | 28  |
| US Billboard Pop 100                | 28  |
| US Billboard Hot 100                | 41  |

## Суперечки
Суперечки виникли довкола використання (семплу) виконавцем Vanilla Ice лінії басів з пісні для його синглу «Ice Ice Baby» 1990 року. Спочатку він заперечував ці звинувачення, пізніше заявив, що змінив їх, і спочатку не зазначив «Queen» та Бові як авторів і не платив їм роялті. Після судового позову, авторство семплу Бові та всіх членів «Queen» було визнано. Vanilla Ice пізніше стверджував, що придбав права на поширення «Under Pressure», тому що це мало більше фінансового сенсу, ніж платити роялті.